# Liste der Baudenkmale in Manslagt
Die Liste der Baudenkmale in Manslagt enthält die nach dem Niedersächsischen Denkmalschutzgesetz geschützten Baudenkmale in dem ostfriesischen Ort Manslagt, der zu der Gemeinde Krummhörn gehört. Die Auflistung ist ein Teilauszug der offiziellen Denkmalliste Krummhörns.  Die Quelle der Baudenkmale ist der Denkmalatlas Niedersachsen. Der Stand der Liste ist der 21. März 2024.

## Allgemein
In den Spalten befinden sich folgende Informationen:
- Lage: die Adresse des Baudenkmales und die geographischen Koordinaten. Kartenansicht, um Koordinaten zu setzen. In der Kartenansicht sind Baudenkmale ohne Koordinaten mit einem roten Marker dargestellt und können in der Karte gesetzt werden. Baudenkmale ohne Bild sind mit einem blauen Marker gekennzeichnet, Baudenkmale mit Bild mit einem grünen Marker.
- Bezeichnung: Bezeichnung des Baudenkmales
- Beschreibung: die Beschreibung des Baudenkmales. Unter § 3 Abs. 2 NDSchG werden Einzeldenkmale und unter § 3 Abs. 3 NDSchG Gruppen baulicher Anlagen und deren Bestandteile ausgewiesen.
- ID: die Objekt-ID des Baudenkmales
- Bild: ein Bild des Baudenkmales, ggf. zusätzlich mit einem Link zu weiteren Fotos des Baudenkmals im Medienarchiv Wikimedia Commons. Wenn man auf das Kamerasymbol klickt, können Fotos zu Baudenkmalen aus dieser Liste hochgeladen werden:

| Lage                                               | Bezeichnung                                 | Beschreibung | ID       | Bild           |
| -------------------------------------------------- | ------------------------------------------- | --- | -------- | -------------- |
| Am Friedhof 53° 27′ 29″ N, 7° 3′ 45″ O             | Kirche                                      | Saalbau in Backstein im spätgotischen Stil mit geradwandigem Ostgiebel und spitzbogigen Fenstern. | 34664794 | Weitere Bilder |
| Am Friedhof 53° 27′ 29″ N, 7° 3′ 45″ O             | Glockenturm                                 | Freistehender zweigeschossiger verputzter Bau auf quadratischem Grundriss unter Pyramidendach. Mitte 13. Jh. | 34664820 |                |
| Am Friedhof 53° 27′ 29″ N, 7° 3′ 46″ O             | Friedhof                                    | | 34664844 | BW             |
| Am Friedhof 53° 27′ 29″ N, 7° 3′ 47″ O             | Kirchwurt                                   | | 34665163 | BW             |
| Am Friedhof 53° 27′ 30″ N, 7° 3′ 45″ O             | Graft                                       | | 34665314 | BW             |
| An der alten Burg 2 53° 27′ 26″ N, 7° 3′ 49″ O     | Gulfhof                                     | Gulfhof mit um 1900 erneuerter Gulfscheune, Wohnteil unter Verwendung des Vorgängerbaus (Schmuckelemente aus Sandstein) um 1715 neu errichtet. Fenster erneuert. Ca 1715 / 1900                                                                    | 34665095 |                |
| Heckenweg 2 53° 27′ 26″ N, 7° 3′ 36″ O             | Gulfhaus                                    | | 34664769 | BW             |
| Heckenweg 4 53° 27′ 28″ N, 7° 3′ 35″ O             | Pastorei, ehem.                             | Eingeschossiger Backsteinbau unter Satteldach. Im EG korbbogige, schmiedeeiserne, zweiflügelige Fenster, im DG Fenster rundbogig und im Rückgiebel korbbogig und einflügelig. Ca. 1880.                                                            | 34664948 | BW             |
| Lange Straße 1 53° 27′ 29″ N, 7° 3′ 48″ O          | Wohnhaus                                    | Kleiner einräumigen Ziegelbau unter Walmdach mit neuzeitlichem Erweiterungsbau und seitlichem Anbau aus 1995. | 34665073 | BW             |
| Manslagter Dörpstraat 4 53° 27′ 28″ N, 7° 3′ 50″ O | Postgebäude, ehem.                          | Ehemals als Postgebäude genutzte traufständige Massivbau unter Satteldach, zur Gaststätte umgebaut. Ca. 1801. | 34664921 | BW             |
| Manslagter Dörpstraat 7 53° 27′ 32″ N, 7° 3′ 49″ O | Gulfhaus                                    | Ziegelbau unter Krüppelwalmdach. Wirtschaftsgiebel unter Verwendung bauzeitlicher Gußeisenfenster zum Teil neu aufgemauert. Ca. 1851. | 34665000 | BW             |
| Meestereistraße 7 53° 27′ 31″ N, 7° 3′ 43″ O       | Gulfhaus                                    | Gulfhof auf der Dorfwarft. Wohngiebel mit Upkammer und typischen Architekturelementen des 18. Jh., Wirtschaftsgiebel erneuert. Ca. 1795. | 34665140 | BW             |
| Meestereistraße 14 53° 27′ 29″ N, 7° 3′ 42″ O      | Gulfhaus                                    | Ehemaliges Gulfhaus. Backsteinbau mit Einfahrtstor und erneuerten Fenstern, heute reine Wohnnutzung. Ca. 1849. | 34664974 | BW             |
| Meestereistraße 20 53° 27′ 31″ N, 7° 3′ 40″ O      | Wohn- / Wirtschaftsgebäude                  | Eineinhalbgeschossiger Ziegelbau auf der Dorfwarft. Gußeisenfenstern des Wirtschaftsteils sowie Tür im originalen Zustand, Fenster des Wohnteils erneuert. 2. Hälfte 19. Jh.                                                                       | 34665118 | BW             |
| Zum Escherhof 1 B 53° 26′ 54″ N, 7° 4′ 29″ O       | "Lüsthus" (Gulfhof "Strohburg")             | Gartenhaus des Gulfhofes Strohburg mit altem Baumbestand auf Hofwarft. Zweigeschossiger Backsteinbau auf quadratischem Grundriss unter Pyramidendach, Fensteröffnungen mit scheitrechten Stürzen (ehemalige Blockrahmen-Schiebefenster). Ca. 1800. | 34664868 | BW             |
| Zum Escherhof 1 B 53° 26′ 54″ N, 7° 4′ 28″ O       | "Lüsthus" (Gulfhof "Strohburg") Baumbestand | | 34665188 | BW             |
| Zum Escherhof 1 B 53° 26′ 54″ N, 7° 4′ 28″ O       | "Lüsthus" (Gulfhof "Strohburg") Graft       | | 34665265 | BW             |
| Zwischen den Höfen 1 53° 27′ 28″ N, 7° 3′ 54″ O    | Wohn- / Wirtschaftsgebäude                  | Ziegelbau unter Satteldach. Wirtschaftsteil mit Durchfahrt. Wohnhaus am rückwärtigen Giebel quer angebaut. Ca. 1870. | 34664868 | BW             |
| Zwischen den Höfen 2 53° 27′ 31″ N, 7° 3′ 55″ O    | Gulfhaus                                    | Backsteinbau. Wirtschaftsteil mit Durchfahrt unter Halbwalmdach. Unterkellerter Wohnteil mit ausgebautem Drempel. Ca. 1870. | 34664893 |                |
| Zwischen den Höfen 2 53° 27′ 30″ N, 7° 3′ 56″ O    | Baumbestand                                 | | 34665237 | BW             |

- Karte mit allen Koordinaten:
- OSM |
- WikiMap